# Луговино
Луговино —   обезлюдевшая  деревня в Усвятском районе Псковской области России. Входит в состав сельского поселения «Церковищенская волость». Фактически урочище

## География
Находится на юге региона, в северо-западной части района, в лесной местности .
Уличная сеть не развита. 

## История
В соответствии с Законом Псковской области от 28 февраля 2005 года № 420-ОЗ  деревня Луговино вошла в состав образованного муниципального образования Церковищенская волость.

## Население
| 2002 | 2010 |
| ---- | ---- |
| 0    | →0   |

## Инфраструктура
Было личное подсобное хозяйство.
Почтовое отделение, обслуживающее д. Луговино — 182570; расположено в райцентре пгт. Усвяты.

## Транспорт
Просёлочная дорога.